# Claston Bernard

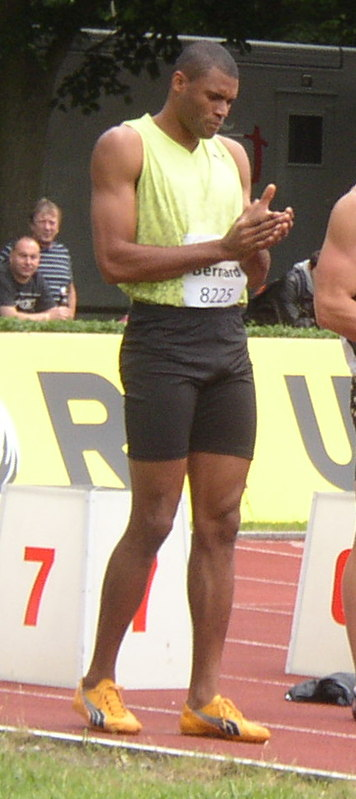
Claston Bernard 2010 in Kladno

Claston Bernard (* 22. März 1979 in Burnt Savannah, Saint Elizabeth Parish) ist ein jamaikanischer Zehnkämpfer.
Bei den Olympischen Spielen 2000 in Sydney gab er nach der achten Disziplin auf.
2002 siegte er bei den Commonwealth Games in Manchester. Bei den Weltmeisterschaften 2003 in Paris/Saint-Denis und bei den Olympischen Spielen 2004 in Athen wurde er jeweils Neunter.
2005 siegte er bei den Zentralamerika- und Karibikmeisterschaften in Nassau, musste aber bei den Weltmeisterschaften in Helsinki aufgeben.
Zwei weitere Medaillen gewann er noch bei den Zentralamerika- und Karibikmeisterschaften: 2009 in Havanna Bronze und 2011 in Mayagüez Silber. Bei den Panamerikanischen Spielen 2011 in Guadalajara wurde er Achter.
Seine persönliche Bestleistung von 8225 Punkten stellte er am 24. August 2004 in Athen auf.